# Geoica harpazi
Geoica harpazi är en insektsart. Geoica harpazi ingår i släktet Geoica och familjen långrörsbladlöss. Inga underarter finns listade i Catalogue of Life.